# Claude Saunier
Pour les articles homonymes, voir Saunier.
Claude Saunier, né le 26 février 1943 à Saint-Brieuc et mort le 17 octobre 2022 dans la même ville,, est un homme politique français, membre du Parti socialiste.

## Biographie
Il soutient en 1966 à l'université de Rennes un DES en histoire sur la « Géographie politique des Côtes-du-Nord ».
Élu sénateur des Côtes-d'Armor (région Bretagne) le 24 septembre 1989, il est réélu le 27 septembre 1998. Il siège à la commission des affaires économiques et du plan. Il suit tout particulièrement les questions de recherche, de développement durable et de mondialisation. Il est le coordinateur de l'association ATTAC au Sénat. Il est membre de la Fondation Copernic et président de l'association Copernic22.
Au PS, il soutient le courant « Nouveau PS : pour une alternative socialiste ».
Claude Saunier est également vice-président de l'Office parlementaire d'évaluation des choix scientifiques et technologiques. Dans ce cadre, il a travaillé sur un rapport intitulé Les apports des sciences et des technologies au développement durable.
Il est également l'auteur ou le coauteur de plusieurs rapports, dont les principaux sont consacrés aux thèmes suivants :
- les micro et nanotechnologies ;
- la sécurité sanitaire et alimentaire, et le fonctionnement des agences issues de la loi de juillet 1998 ;
- l'après-pétrole ;
- l'organisation de l'expertise publique.

En décembre 2011, il devient président de l'AGCNAM, l'association gestionnaire du Conservatoire national des arts et métiers en Bretagne.

## Anciens mandats
- Conseiller régional de Bretagne
- Conseiller général des Côtes-d'Armor
- Maire de Saint-Brieuc de 1983 à 2001
- Président de la Communauté d'agglomération de Saint-Brieuc
- Président du district du pays de Saint-Brieuc
- Conseiller municipal de Saint-Brieuc